# جمال سند السويدي
جمال سند السويدي (1959-)، مفكر وكاتب وخبير استراتيجي إماراتي، يشغل منصب نائب رئيس مجلس أمناء مركز الإمارات للدراسات والبحوث الإستراتيجية، شغل سابقاً منصب مدير عام مركز الإمارات للدراسات والبحوث الاستراتيجية من عام 1994 وحتى عام 2020. في 19 يونيو 2020 أصدر الشيخ خليفة بن زايد آل نهيان مرسوماً اتحادياً بترقيته لدرجة وزير.

## النشأة
حصل على شهادة البكالوريوس في العلوم السياسية من جامعة الكويت عام 1981، وعلى درجتي الماجستير والدكتوراه في العلوم السياسية من جامعة ويسكنسن بالولايات المتحدة الأمريكية في عامي 1985 و 1990 على التوالي.

## السيرة
بدأ جمال سند السويدي عمله أستاذاً زائراً بجامعة ويسكنسن في عام 1992، حيث قام بتدريس مساق حول النظم السياسية في الشرق الأوسط وشمال إفريقيا. كما عمل مدرِّساً للعلوم السياسية في جامعة الإمارات العربية المتحدة (عام 1991-2000)؛ حيث قام بتدريس مساقات عدة.
شغل السويدي منصب رئيس مجلس إدارة مكتب بعثات رئيس دولة الإمارات العربية المتحدة، التابع لوزارة شؤون الرئاسة، منذ عام 1998. وتم تعيينه رئيساً للَّجنة العليا لإعداد الاستراتيجية الوطنية للأمومة والطفولة في دولة الإمارات العربية المتحدة بقرار من الشيخة فاطمة بنت مبارك، رئيسة الاتحاد النسائي العام، الرئيس الأعلى لمؤسسة التنمية الأسرية، رئيسة المجلس الأعلى للأمومة والطفولـة في سبتمبر 2009. وفي عام 2012 تم تعيينه عضواً في المجلس الأعلى لكلية الدفاع الوطني بدولة الإمارات العربية المتحدة. وفي 19 مايو 2015 تم تعيينه رئيساً للَّجنة التأسيسية لجمعية رعاية مرضى السرطان «رحمة». إضافة إلى أنه شغل منصب رئيس مجلس إدارة مدارس الإمارات الوطنية سنوات عدة، كما أنه عضو سابق في مجلس جامعة زايد بدولة الإمارات العربية المتحدة.
ويقدم السويدي استشاراته إلى الكثير من الهيئات والمجالس في دولة الإمارات العربية المتحدة مثل: المجلس الوطني الاتحادي، ووزارات الخارجية، والتربية والتعليم، والثقافة والشباب وتنمية المعرفة، إضافةً إلى تقديمه الكثير من الاستشارات العسكرية والسياسية الخاصة بعمله بصفته مستشاراً سياسياً للشيخ محمد بن زايد آل نهيان، رئيس الدولة،  القائد الأعلى للقوات المسلحة.
ويتمتع السويدي بعضوية الكثير من المجالس الاستشارية العربية والدولية، كالمدينة الإلكترونية لملك مملكة البحرين، ومجلس الصداقة الإماراتية-السويسرية، والمجلس الاستشاري للبيت العربي في إسبانيا. كما يتمتع بعضوية الكثير من المؤسســات والجمعيـات المتخصصـة بالعـلوم السياسية مثـل: جمعيـة الغـرب الأوسط للعلوم السياسية (Midwest Political Science Association)، والجمعيـة الأمريكيـة للعلـوم السياسيـة (American Political Science Association)، كما أن السويدي عضو منتسب فـي الكثير مـن مؤسسات وجمعيـات الدراسات الدولية، ومنهـا جمعيـة أمريكـا الشماليـة لدراسات الشرق الأوسط (Middle East Studies Association of North America)، بالإضافة إلى أنه عضو سابق في مجلس إدارة مركز الدراسات العربية المعاصرة (CCAS) في جامعة جورج تاون بالولايات المتحدة الأمريكية، وعضو في هيئة مستشاري البحوث في معهد تحليل السياسات الخارجية (IFPA) بالولايات المتحدة الأمريكية، وعضو في المجلس الاستشاري لكلية السياسة والشؤون الدولية (SPIA) في جامعة مين (Maine) بالولايات المتحدة الأمريكية، وعضو في منتدى الفكر العربي بالمملكة الأردنية الهاشمية،  وعضو سابق في المجلس الاستشاري لمركز التفوق للأبحاث التطبيقية والتدريب (CERT) في كليات التقنية العليا بدولة الإمارات العربية المتحدة، وعضو سابق في مجلس إدارة معهد الإمارات الدبلوماسي بدولة الإمارات العربية المتحدة، وعضو سابق في المجلس الوطني للإعلام بدولة الإمارات العربية المتحدة. وفي 22 يناير 2016 تم تعيينه عضواً في المجلس الاستشاري لمركز الدراسات الدولية بـجامعة سانت توماس في هيوستن – تكساس بـالولايات المتحدة الأمريكية. كما أنه عضو سابق في اللجنة الاستشارية لإدارة دراسات الترجمة في جامعة الإمارات العربية المتحدة.

## إسهاماته العلمية والفكرية
- ألَّف جمال سند السويدي الكثير من الكتب العلمية، منها كتاب «حرب اليمن 1994: الأسباب والنتائج» في عام 1995.[8]
- اشترك مع كلٍّ من الأستاذ الدكتور ديفيد جارنم والأستاذ الدكتور مارك تسلر في تأليف كتاب «الديمقراطية والحرب والسلام في الشرق الأوسط» في عام 1995 (Democracy, War and Peace in the Middle East)، حيث كتب فصلاً بعنوان «المفاهيم العربية والغربية للديمقراطية: دلائل من استطلاع رأي في دولة الإمارات العربية المتحدة».
- كتب في عام 1996 فصلاً بعنوان «المأزق الأمني في الخليج: دول الخليج العربية والولايات المتحدة الأمريكية وإيران» في كتاب «إيران والخليج: البحث عن الاستقرار»، الذي نال جائزة أفضل ناشر، وأفضل كتاب عربي في العلوم الإنسانية والاجتماعية، وأفضل تأليف، من معرض الشارقة الدولي للكتاب (الدورة 16) في عام 1997.[9]
- أعد كتاب «مجلس التعاون لدول الخليج العربية على مشارف القرن الحادي والعشرين» في عام 1998.[10]
- كما قام بتحرير كتاب «أمن الخليج في القرن الحادي والعشرين» عام 1998.[11]
- كتب فصلاً بعنوان «نظرة مستقبلية لمجلس التعاون لدول الخليج العربية» في كتاب «مستقبل مجلس التعاون لدول الخليج العربية»، الذي صدر ضمن سلسلة محاضرات الإمارات، العدد رقم 29، بالاشتراك مع مجموعة من المفكرين (أبوظبي: مركز الإمارات للدراسات والبحوث الاستراتيجية، 1998).
- أعد وحرر كتاب «الدفاع الجوي والصاروخي ومواجهة انتشار أسلحة الدمار الشامل وتخطيط السياسة الأمنية» في عام 2000.[12]
- شارك في إعداد كتاب «مجتمع دولة الإمارات العربية المتحدة: نظرة مستقبلية»، الذي صدر ضمن سلسلة «محاضرات الإمارات»، العدد رقم 71، (أبوظبي: مركز الإمارات للدراسات والبحوث الاستراتيجية، 2003)، وتم نشره أيضاً كفصل بعنوان «نظرة مستقبلية» ضمن كتاب «مجتمع الإمارات»، الذي صدر عن جامعة الإمارات العربية المتحدة في عام 2004. [13]
- شارك في تحرير كتاب «حركات الإسلام السياسي والسلطة في العالم العربي: الصعود والأفول» الذي صدر عام 2014.[14]
- وتناول السويدي، في مؤلفاته العلمية الأخيرة، الكثير من القضايا المهمة، التي شكلت إضافة ثرية إلى أدبيات النظرية السياسية والعلاقات الدولية والإسلام السياسي، لعل أبرزها: كتاب «وسائل التواصل الاجتماعي ودورها في التحولات المستقبلية: من القبيلة إلى الفيسبوك» في عام 2013. [15]
- كتاب «آفاق العصر الأمريكي: السيادة والنفوذ في النظام العالمي الجديد» في عام 2014.[16]
- كتاب «السراب» في عام 2015.[17]
- كتاب «بصمات خالدة: شخصيات صنعت التاريخ وأخرى غيَّرت مستقبل أوطانها» في عام 2016.[18]
- كتاب «لا تستسلم.. خلاصة تجاربي» في عام 2017.[19]
- بالإضافة إلى ما سبق ألف السويدي كتاب «منهج الشيخ زايد في بناء دولة الاتحاد»، الذي صدر ضمن سلسلة «محاضرات الإمارات»، العدد 211 (أبوظبي: مركز الإمارات للدراسات والبحوث الاستراتيجية، 2018)، وكتاب «أحداث غيرت التاريخ: في عام 2018».[20]
- كتاب «مجتمع دولة الإمارات في القرن الحادي والعشرين... قضايا وتحديات في عالم متغير». [21]
- في عام 2019 صدر له كتاب «المرأة والتنمية». [22]
- في عام 2020 صدر له كتاب «التغيير» [23]، وكتاب «السراب المختصر».[24]
- في عام 2021 صدر له كتاب «جماعة الإخوان المسلمين في دولة الإمارات العربية المتحدة: الحسابات الخاطئة».[25]
- في عام 2022 صد له كتاب «وثيقة الأخوة الإنسانية: نحو تعايش سلمي وعالم خالٍ من الصراعات».[26]

### أعمال أخرى
رأس السويدي تحرير الدورية الفصلية العلمية المحكَّمة «رؤى إستراتيجية» سابقاً،  التي أُطلقت في عام 2012، وكتب بانتظام في مجلة «آفاق المستقبل» سابقاً، وكلتاهما تصدر باللغة العربية عن مركز الإمارات للدراسات والبحوث الاستراتيجية. وقد أشرف الأستاذ الدكتور جمال سند السويدي على مجلة «أصحاب الهمم»،  التي أطلقت في عام 2018، وهي مجلة دورية متخصصة لأصحاب الهمم، تصدر عن مركز الإمارات للدراسات والبحوث الاستراتيجية. كما نشر السويدي دراسات حول الكثير من الموضوعات، مثل: أمن منطقة الخليج العربي، ومفاهيم الديمقراطية في المجتمعات العربية والغربية، والمرأة والتنمية، ومواقف الرأي العام في دولة الإمارات العربية المتحدة من أزمة الخليج، والتطرف الديني، وغيرها من الموضوعات، وذلك في الكثير من المجلات والدوريات العلمية العالمية المعروفة، ومنها: (The Journal of South Asian and Middle Eastern Studies)، ومجلة العلوم الاجتماعية التي تصدر عن جامعة الكويت، و (Security Dialogue)، و (Whitehall Series by RUSI)، و (Indian Journal of Politics)، وغيرها.
ويكتب السويدي بانتظام مقالات في الكثير من الصحف الإماراتية والخليجية والعربية؛ فمنذ بداية عام 2015 يكتب سلسلة مقالات بعنوان «شخصيات ومواقف» في صحيفة "الاتحاد" الإماراتية. وأسس صفحة «وجهات نظر» بالصحيفة نفسها في عام 2001. كما أجرت الكثير من الصحف والقنوات التلفزيونية العربية والدولية لقاءات وحوارات صحفية مع السويدي حول تطورات الأوضاع في منطقة الخليج والشرق الأوسط والعالم، لعل أبرزها: صحيفة "الأهرام" المصرية، وصحيفة "الأيام" البحرينية، وصحيفة "عكاظ" السعودية. كما أجرت كل من صحيفة «يورونيوز» الفرنسية، في 23 أكتوبر 2016،  وصحيفة «نيو يوروب» بالمملكة البلجيكية، في 24 أكتوبر 2016، مقابلة مع السويدي.
وقام السويدي عام 2014 بجولة ثقافية وفكرية حول العالم؛ بهدف خلق حوار علمي وأكاديمي مع أبرز رموز الفكر والثقافة في العالم حول كتابه «آفاق العصر الأمريكي: السيادة والنفوذ في النظام العالمي الجديد». وشملت هذه الجولة دولاً عربية وغربية، أهمها: مملكة البحرين، والمملكة العربية السعودية، ودولة الكويت، والمملكة المغربية، والمملكة الأردنية الهاشمية، وجمهورية مصر العربية، والمملكة المتحدة، والولايات المتحدة الأمريكية، والجمهورية الفرنسية، وجمهورية ألمانيا الاتحادية، وجمهورية إيطاليا، وجمهورية تركيا.
وفي عامي 2015 و 2016 قام السويدي بتنظيم ندوات وجولات ثقافية وفكرية حول العالم؛ بهدف خلق حوار علمي وأكاديمي مع أبرز رموز الفكر والثقافة في العالـم حول كتابه "السراب"،  وشملت هذه الجولات دولاً عربية وغربية أهمها: مملكة البحرين، ودولة الكويت، والمملكة المغربية، وجمهورية مصر العربية، والولايات المتحدة الأمريكية، والجمهورية الفرنسية، ومملكة بلجيكا، ودولة صربيا، ودولة مونتينيجرو. وفي 12 إبريل 2017 التقى قداسة البابا فرنسيس، بابا الفاتيكان، في مقر دولة الفاتيكان بروما، وأهداه نسخة من كتابه "السراب.

## الأوسمة والجوائز التي حصل عليها
نال السويدي الكثير من الأوسمة والجوائز المحلية والعالمية؛ ففي دولة الإمارات العربية المتحدة:
- حصل على «جائزة الشخصية التنفيذية للقيادات الشابة» من معهد جائزة الشرق الأوسط للتميز في دبي عام 2006.[33]
- حصل على جائزة «الإمارات التقديرية للعلوم والفنون والآداب» في دورتها الثالثة، فرع الدراسات الإنسانية - العلوم السياسية لعام 2008. [34]
- حصل على «جائزة أبوظبي» لعام 2011، [35] و«وسام أبوظبي» عام 2012. [36]
- حصل جائزة «القيادة المتفرِّدة والنظرة المستقبلية» من هيئة الإمارات للهوية في عام 2012. [37]
- حصل على «وسام جائزة رئيس الدولة التقديرية» في عام 2013. [38]
- حصل على «جائزة رواد التواصل الاجتماعي العرب - فئة السياسة للمؤسسات لعام 2015». [29]
- حصل على «جائزة العويس للإبداع - شخصية العام الثقافية» في دورتها الثانية والعشرين عام 2015. [39]
- حصل على «وسام الإمارات للعمل الإنساني» من ملتقى زايد الإنساني، في دورته السادسة عام 2015.[40]
- في 28 نوفمبر 2016 تم تكريمه ضمن الدورة الثالثة من مبادرة أوائل الإمارات. [41]
- وفي 1 مايو 2016 حصل على «جائزة الشيخ زايد للكتاب عن فرع التنمية وبناء الدولة»؛ وذلك عن كتاب «السراب». [42]
- حصل على «وسام الإمارات للعمل التطوعي» في 30 مايو 2016. [43]
- حصل على «جائزة ووسام الإمارات للتطوع» من مؤتمر الإمارات للتطوع في 12 مارس 2017.[43]
- وفي 14 مايو 2018، منحته «جامعة الجزيرة» جائزة «العام الأكاديمي».[44]
- وفي 30 مايو 2018، كرمه «ملتقى زايد للعمل الإنساني» في دورته التاسعة والذي نظمته «مؤسسة زايد للعطاء»، بجائزة زايد للعمل الإنساني الشبابي فئة «الداعمين للعمل الإنساني الشبابي».[45]

### على الصعيد الخليجي والعربي والدولي
- حصل السويدي عام 1995 على «وسام الاستحقاق من درجة قائد» من الملك الحسن الثاني، ملك المملكة المغربية.[46]
- حصل عام 2002 على «وسام الاستحقاق من الدرجة الأولى من مرتبة قائد» من رئيس الجمهورية الفرنسية. [46]
- في عام 2008 مُنح الأستاذية الفخرية من الجامعة الدولية في فيينا.[43]
- في عام 2012 أيضاً كرَّمته الجمعية الأوروبية للأعمال. [43]
- تسلَّم في عام 2013 مفتاح مدينة فاس المغربية. [47]
- منحته المؤسسة المتوسطية «جائزة البحر الأبيض المتوسط للدبلوماسية والفكر 2014».[48]
- في 28 سبتمبر 2014 تسلَّم مفتاح محافظة الإسكندرية.[49]
- وفي 25 فبراير 2015 منحه الاتحاد العام للمنتجين العرب، التابع لجامعة الدول العربية، «جائزة فارس الدراسات العربية».[50]
- في 28 مايو 2015 كرَّمته خيمة التواصل العالمية، ومقرها أبوظبي، ومنحته «شهادة شكر وتقدير».[51]
- في 17 نوفمبر 2015 تم منحه شهادة الدكتوراه الفخرية في العلوم السياسية والعلاقات الدولية من جامعة لوجانو السويسرية "L.U.de.S"، وتم انتخابه عضواً في المجلس الأكاديمي للجامعة. [52]
- في 7 ديسمبر 2015 حصل على «جائزة مجلس التعاون لدول الخليج العربية للتميُّز في مجال البحوث والدراسات» في دورتها التكريمية الأولى.[53]
- وفي 27 يناير 2016 تم منحه «جائزة الصحافة الأوروبية للعالم العربي لعام 2015» من جمعية الصحافة الأوروبية للعالم العربي.[43]
- منح «جائزة الدراسات الجيوسياسية لعام 2015»، التي يمنحها «مرصد الدراسات الجيوسياسية» في مجلس الشيوخ الفرنسي، كما منحه «المرصد» عضوية مجلسه العلمي.[37]
- في 5 إبريل 2016 تم منحه جائزة المفكر الثوري من جامعة وليام آند ميري في الولايات المتحدة الأمريكية. [37]
- في 8 إبريل 2016 تم منحه «جائزة نجيب محفوظ للآداب». [54]
- في 4 يونيو 2016 تم منحه «جائزة النسر العربي للإدارة العامة» من أكاديمية تتويج لجوائز التميُّز في المنطقة العربية. [55]
- في 3 يناير 2017 منحته جامعة لوجانو السويسرية "L.U.de.S" درجة الأستاذية في العلوم السياسية والآداب.[56]
- في 21 مارس 2017 منحه «اتحاد السلام العالمي» لقب «سفير السلام».[57]
- في 27 سبتمبر 2017 تم اختياره ضمن «أذكى 100 شخصية» في دولة الإمارات العربية المتحدة؛ وذلك من قبل مجلة «أريبيان بيزنس».[46]
- في 19 أكتوبر 2017 اختارته أسرة مجلة «نجوم وأضواء» الأردنية الشخصية الثقافية والإنسانية العربية الأولى لعام 2017.[58]
- في 29 مارس 2018، منحته «الرابطة الدولية لتبادل القيادات الخادمة» ميداليتها.[59]
- في 22 مارس 2022، منحته «الجمعية الفرانكوفونية للصداقة والترابط في باريس» جائزة «افال للأخوة الفرانكوفونية لعام 2022»[60]
- في 11 سبتبمر 2022، منحته «الهيئة العالمية لتبادل المعرفة، والهيئة الدولية للتسامح» وسام «الريادة في الآداب والفنون».[61]